# Копетдаг (стадион)
Спортивный комплекс «Копетдаг» (туркм. «Köpetdag» sport toplumy) — стадион многоцелевого использования в Ашхабаде, названный в честь горной системы Копетдаг. В настоящее время в основном используется для проведения футбольных матчей. Является крупнейшим футбольным стадионом в Туркменистане. Находится в ведении Министерства внутренних дел Туркменистана.

## История
Стадион «Копетдаг» был построен в 1997 году международной технической компанией «Меnsel JV». С момента открытия является домашней ареной ашхабадского футбольного клуба «Копетдаг».
В 2015 году на стадионе была проведена коренная реконструкция туркменскими строительными компаниями. Матч открытия между «Копетдагом» и «Мервом» в рамках Кубка Туркменистана прошёл 5 августа 2015 года. На матче присутствовало 26 805 зрителей. В торжественном открытии спорткомплекса принял участие Президент Туркменистана Гурбангулы Бердымухамедов.
Осенью 2015 года на стадионе состоялись 3 матча сборной Туркменистана в рамках отборочного турнира чемпионата мира-2018 против Гуама, Индии и Омана, которые завершились победами хозяев.

## Общая информация о стадионе
Общая площадь сооружения — более 11 га. Рассчитан на 26 503 зрителей. Сейчас стадион имеет футбольное поле с натуральным покрытием. Вокруг него — беговые дорожки из синтетического каучука, секторы для прыжков в длину, высоту, площадки для тренировок. На стадионе несколько соединённых трибун с несколькими входами. Освещение на стадионе соответствует стандартам FIFA, что позволяет проводить телевизионные трансляции.
На территории спортивного комплекса имеются открытые спортплощадки для командных игр с мячом, тренировочный корт, тренажерный зал.